# Иваново счастье
«Иваново счастье» — российский драматический фильм Ивана Соснина. В главной роли: Алексей Серебряков. Премьера состоялась 13 мая 2021 года.

## Сюжет
Согласно опубликованному синопсису, фильм рассказывает о вахтовике по имени Иван, которому предстоит пройти свыше 9 тысяч километров, чтобы вернуться домой. В дороге ему попадается множество различных и интересных людей, которые меняются, оставляя после себя свои истории…

## В ролях
| Актёр              | Роль         |
| ------------------ | ------------ |
| Алексей Серебряков | Иван Семёнов |
| Антон Адасинский   | Иван         |
| Фёдор Добронравов  | Иван         |
| Юлия Ауг           | мама         |
| Кирилл Кяро        | Иван         |
| Марина Васильева   | Соня         |
| Ольга Сутулова     | Амина        |
| Закария Аль-Язиди  | Иван         |
| Савелий Кудряшов   | Стёпа        |
| Мария Зимина       | мама         |

## Восприятие
Сам Иван Соснин отметил, что героиня Марины Васильевой, Соня, находящаяся в поисках родного отца, во многом похожа на него самого.
Критик портала Film.ru Ефим Гугнин высоко оценил актёрский дуэт Марины Васильевой и Алексея Серебрякова, а также написал: «Не факт, что всем этим историям так уж нужно было рамочное оформление и полнометражный формат, но, может, их теперь увидит больше людей — сами по себе фрагменты „Иванова счастья“ точно заслуживают внимания». Пётр Волошин из «Киноафиши» в своей рецензии резюмировал: «К сожалению, „Иваново счастье“ остаётся необязательным объединением фильмов, которые и сами по себе самодостаточны».